# Забуль
Забу́ль (пушту ‎и дари زابل — Zābol) — историческая область Афганистана, одна из 34-х ныне существующих провинций. Забуль стал независимым от соседнего Кандагара в 1963. Административный центр — город Калат.
Территория — 17 343 км² с населением 320 100 человек на 2007 год.
Граничит с Пакистаном, а также с афганскими провинциями Газни и Пактика на востоке, Кандагар — на юго-западе, Урузган — на севере.
В его состав входят 9 районов:
- Аргахандаб
- Адхар
- Дейчопан
- Мизан
- Калат
- Шахджой
- Шамульзай
- Шимнкай
- Тарнак Ва Джалдак